# Streitfrage
Eine Streitfrage (oder Streitpunkt) ist der aus einem Streit resultierende, offengebliebene Sachverhalt.
Das Determinativkompositum setzt sich aus dem Streit und der Frage in Form der noch unbeantworteten Äußerung zusammen. Der Streit kann ein bloßer Wortstreit (Wortklauberei, Logomachie), ein Meinungsstreit (Disputation), Pflichtstreit oder ein Rechtsstreit sein, wie Wilhelm Traugott Krug bereits 1834 feststellte. Während die Kontroverse die Gegenüberstellung zweier oder mehrerer Standpunkte betrifft, geht es bei der Streitfrage um ein ungeklärtes Problem. Streitfragen ergeben sich durch gegensätzliche Argumente, Aussagen, Behauptungen, Meinungen oder widerstreitende Interessen (Interessenkonflikte). Der Konflikt ist in der Konfliktforschung eine unvereinbare Positionsdifferenz (Zankapfel), die Streitfrage ist dagegen eher lösbar.

## Inhalt
Die Streitfrage ist jeder Satz, über den gestritten werden kann, weil dabei gefragt wird, ob er wahr oder falsch sei. Der Disput fordert eine genaue Bestimmung der Streitfrage (lateinisch punctum quaestionis), eine klare Entwicklung des Gegensatzes der streitenden Behauptungen (lateinisch status controversiae) sowie die Widerlegung der fremden und der Beweis der eigenen Behauptung.

## Arten
Streitfragen gibt es in allen Fachgebieten wie beispielsweise in Medizin, Politik, Recht oder Wissenschaft.
Breit diskutierte medizinethische Streitfragen sind beispielsweise der Schwangerschaftsabbruch oder die Sterbehilfe. Während sich der Gesetzgeber bei den strafrechtlichen Regelungen für bestimmte Rechtsfolgen entschieden hat (Schwangerschaftsabbruch: §§ 218 StGB bis § 219b StGB, Sterbehilfe: §§ 216 StGB, § 217 StGB), ist die öffentliche Diskussion darüber in vollem Gang. Dabei geht es darum, ob und wie diese abstrakten Streitfragen gesetzlich geregelt werden sollen. Beim Schwangerschaftsabbruch steht ethisch die alte Streitfrage im Vordergrund, das werdende Leben entweder mit dem Zeitpunkt der Empfängnis oder erst mit dem Abschluss der Nidation zu schützen; der deutsche Gesetzgeber hat sich für die letztere Variante entschieden.
Politische Streitfragen ergeben sich in der Innenpolitik oft durch die gegensätzlichen Interessen politischer Parteien, die zur Polarisierung führen können. Politische Probleme und Streitfragen sind in vielen Fällen kurzlebig, sodass eine im Wahlkampf diskutierte Streitfrage nach kurzer Zeit wieder verschwunden sein kann. In der Außenpolitik ergeben sich politische Streitfragen durch gegensätzliche Staatsziele, die zur politischen Konfrontation führen können. Die zentrale Streitfrage in Europa war lange Zeit die Deutsche Frage. Die in der Griechenland-Krise aufgekommene Streitfrage betraf im Kern die unterschiedlichen Auffassungen zwischen Griechenland und der EU-Kommission über die nicht mit dem EU-Recht konforme griechische Haushaltspolitik. Außenpolitische Streitfragen können zum Konflikt eskalieren, der durch Drohung mit Gewalt zum Krieg führen kann. So ist der Nahostkonflikt ein Vorzeigebeispiel für eine nicht durch Krieg beendete Streitfrage.
Eine Aussage stellt eine juristische Streitfrage dar, wenn sie für den Ausgang eines Rechtsstreits relevant ist. Rechtsfragen sind dann Streitfragen, wenn mindestens zwei voneinander abweichende Rechtsmeinungen zum selben Thema aufeinandertreffen. In der Praxis spielen juristische Streitfragen nur eine geringe Rolle, denn meist geht es um die Feststellung, wie sich ein Fall wirklich zugetragen hat. Streitfragen, die für einen Rechtsstreit ausschlaggebend sind und bei denen man verschiedener Ansicht sein kann, bedürfen einer sorgfältigen Auseinandersetzung mit dem Meinungsstand in der Fachliteratur.
In der wissenschaftlichen und philosophischen Theorie regen Streitfragen dazu an, ihre Entscheidbarkeit zu untersuchen. So handelt es sich nach der Wissenschaftstheorie Karl Poppers nur dort um ein wissenschaftliches Problem, wo die alternativen Standpunkte grundsätzlich falsifizierbar sind. Im Gegensatz dazu verhält es sich mit metaphysischen Problemen so, wie Immanuel Kant es 1781 im Vorwort seiner Kritik der reinen Vernunft klassisch formuliert hat: „Die menschliche Vernunft hat das besondere Schicksal in einer Gattung ihrer Erkenntnisse: dass sie durch Fragen belästigt wird, die sie nicht abweisen kann, denn sie sind ihr durch die Natur der Vernunft selbst aufgegeben, die sie aber auch nicht beantworten kann, denn sie übersteigen alles Vermögen der menschlichen Vernunft.“
Die klassische Streitfrage der Wissenschaft allgemein betrifft das Verhältnis von Natur- und Geisteswissenschaften. Dieser Wissenschaftsstreit gipfelte im Methodenstreit zwischen Neopositivismus/Kritischem Rationalismus einerseits und Kritischer Theorie andererseits. Immer wieder standen sich gegensätzliche Theorien im Theorienstreit gegenüber. So erhielt in der Volkswirtschaftslehre der Keynesianismus ab 1963 Konkurrenz durch den Monetarismus, die entweder die Nachfragepolitik oder die Geldmenge in den Vordergrund stellen.

## Lösung
Streitfragen können wie ein Problem behandelt werden, also durch Problemlösung beendet werden. Beispielsweise kann der Rechtsstreit etwa unter Vertragsparteien außergerichtlich durch eine Einigung auf eine der mindestens zwei Rechtsauffassungen oder durch einen Kompromiss (Vergleich) gelöst werden. Wird keine dieser Alternativen erwogen, aber eine Lösung für erforderlich gehalten, bleibt die gerichtliche Auseinandersetzung durch Gerichtsprozess. An dessen Ende entscheidet sich das Gerichtsurteil ebenfalls für eine der vorhandenen Rechtsauffassungen oder der Prozess endet mit Prozessvergleich.
Persönliches Ziel der streitenden Parteien muss die Konfliktlösung sein, weil ansonsten die unmittelbare Konfrontation etwa durch Abbruch der Verhandlungen zwar zunächst endet, aber jederzeit wieder aufleben kann. Eine Konfliktlösung wird durch konstruktive Kooperation, Einsatz einer Streitkultur oder Identifikation gemeinsamer Ziele oder Interessen erleichtert. Es stehen die umstrittenen Sachverhalte im Vordergrund, nicht die sie vertretenden Personen. Eine Entscheidung über die umstrittenen Sachverhalte erfolgt letztlich durch Abstimmung, Diskussionsleiter (Ordre de Mufti), Einflussnahme, Kompromiss, Richter, Rückzug, Sieg (strategischer Sieg), Überzeugung oder Verhandlungsmacht.